# Namballeus signifer
Namballeus signifer is een hooiwagen uit de familie Cosmetidae.